# Sorihuela del Guadalimar
Sorihuela del Guadalimar là một đô thị trong tỉnh Jaén, Tây Ban Nha. Theo điều tra dân số 2005 (INE), đô thị này có dân số là 1258 người.
38°14′B 3°03′T / 38,233°B 3,05°T